# كريفي ريه
كريفي ريه (بالأوكرانية: Кривий Ріг تلفظ: Kryvyi Rih) مدينة وسط أوكرانيا، في مقاطعة دنيبروبتروفسك أوبلاست جنوبي غربي مدينة دنبروبتروفسك، بلغ عدد سكانها 690,622 نسمة (عام 2007). تعتبر مركزا رئيسيا لصناعة الصلب في أوروبا الشرقية. يعود تاريخ إنشاء المدينة للقرن السابع عشر، فقد أنشأها القوزاق الزابوروجيون [الإنجليزية] الذين قطنوا وسط أوكرانيا. بدأ تطورها عام 1880 حيث أنشئ مركز صناعي للصلب وتوسعت في فترة الحكم السوفيتي، في الحرب العالمية الثانية دمرت من قبل الجيش الأحمر وبعد الحرب أعيد بناؤها.

## المناخ
يظهر الجدول التالي التغييرات المناخية على مدار السنة لكريفي ريه:
| البيانات المناخية لـكريفي ريه     | البيانات المناخية لـكريفي ريه | البيانات المناخية لـكريفي ريه | البيانات المناخية لـكريفي ريه | البيانات المناخية لـكريفي ريه | البيانات المناخية لـكريفي ريه | البيانات المناخية لـكريفي ريه | البيانات المناخية لـكريفي ريه | البيانات المناخية لـكريفي ريه | البيانات المناخية لـكريفي ريه | البيانات المناخية لـكريفي ريه | البيانات المناخية لـكريفي ريه | البيانات المناخية لـكريفي ريه | البيانات المناخية لـكريفي ريه |
| الشهر                             | يناير                         | فبراير                        | مارس                          | أبريل                         | مايو                          | يونيو                         | يوليو                         | أغسطس                         | سبتمبر                        | أكتوبر                        | نوفمبر                        | ديسمبر                        | المعدل السنوي                 |
| --------------------------------- | ----------------------------- | ----------------------------- | ----------------------------- | ----------------------------- | ----------------------------- | ----------------------------- | ----------------------------- | ----------------------------- | ----------------------------- | ----------------------------- | ----------------------------- | ----------------------------- | ----------------------------- |
| الدرجة القصوى °م (°ف)             | 15.0 (59.0)                   | 18.9 (66.0)                   | 23.5 (74.3)                   | 31.8 (89.2)                   | 35.8 (96.4)                   | 36.4 (97.5)                   | 38.6 (101.5)                  | 39.6 (103.3)                  | 36.4 (97.5)                   | 31.7 (89.1)                   | 21.7 (71.1)                   | 15.3 (59.5)                   | 39.6 (103.3)                  |
| متوسط درجة الحرارة الكبرى °م (°ف) | −0.7 (30.7)                   | 0.3 (32.5)                    | 5.9 (42.6)                    | 15.1 (59.2)                   | 21.8 (71.2)                   | 25.3 (77.5)                   | 27.9 (82.2)                   | 27.6 (81.7)                   | 21.5 (70.7)                   | 14.1 (57.4)                   | 5.5 (41.9)                    | 0.6 (33.1)                    | 13.7 (56.7)                   |
| المتوسط اليومي °م (°ف)            | −3.5 (25.7)                   | −3.1 (26.4)                   | 1.9 (35.4)                    | 9.6 (49.3)                    | 15.9 (60.6)                   | 19.5 (67.1)                   | 21.8 (71.2)                   | 21.2 (70.2)                   | 15.6 (60.1)                   | 9.1 (48.4)                    | 2.3 (36.1)                    | −2.1 (28.2)                   | 9.0 (48.2)                    |
| متوسط درجة الحرارة الصغرى °م (°ف) | −6.1 (21.0)                   | −6.0 (21.2)                   | −1.8 (28.8)                   | 4.5 (40.1)                    | 10.0 (50.0)                   | 13.9 (57.0)                   | 15.9 (60.6)                   | 15.2 (59.4)                   | 10.3 (50.5)                   | 4.9 (40.8)                    | −0.6 (30.9)                   | −4.6 (23.7)                   | 4.6 (40.3)                    |
| أدنى درجة حرارة °م (°ف)           | −31.1 (−24.0)                 | −27.3 (−17.1)                 | −21.0 (−5.8)                  | −8.9 (16.0)                   | −2.6 (27.3)                   | 2.8 (37.0)                    | 7.3 (45.1)                    | 2.8 (37.0)                    | −3.7 (25.3)                   | −10.0 (14.0)                  | −18.1 (−0.6)                  | −24.5 (−12.1)                 | −31.1 (−24.0)                 |
| الهطول مم (إنش)                   | 29 (1.1)                      | 28 (1.1)                      | 28 (1.1)                      | 33 (1.3)                      | 43 (1.7)                      | 66 (2.6)                      | 57 (2.2)                      | 39 (1.5)                      | 39 (1.5)                      | 35 (1.4)                      | 36 (1.4)                      | 32 (1.3)                      | 461 (18.1)                    |
| متوسط الأيام الممطرة              | 9                             | 7                             | 11                            | 9                             | 14                            | 12                            | 12                            | 7                             | 9                             | 12                            | 14                            | 9                             | 125                           |
| متوسط الأيام المثلجة              | 14                            | 13                            | 7                             | 1                             | 0                             | 0                             | 0                             | 0                             | 0                             | 0.2                           | 4                             | 12                            | 51                            |
| متوسط الرطوبة النسبية (%)         | 87                            | 85                            | 77                            | 61                            | 62                            | 65                            | 64                            | 58                            | 66                            | 78                            | 87                            | 88                            | 73                            |
| المصدر: Pogoda.ru.net             |                               |                               |                               |                               |                               |                               |                               |                               |                               |                               |                               |                               |                               |

## توأمة
لكريفي ريه اتفاقيات توأمة مع كل من:
- نيجني تاجيل
- هاندان
- جودزينا [9]
- روستاوي

## أعلام
- يوري بتروف
- فولوديمير زيلينسكي
- ناتاليا بارهومينكو
- كاترينا بوندارينكو
- بكانوف ايفان هينادييوفيتش

## وصلات خارجية
- موقع المدينة الرسمي (بالأوكرانية، الروسية والإنجليزية)